# Кутлумуш
Кутлуму́ш (рум. Cutlumuș, Кутлумуси́у, греч. Μονή Κουτλουμουσίου) — православный монастырь на горе Афон. Шестой в иерархии Афонских монастырей.
Расположен посредине северо-восточного склона Афона, подле местечка Кареи. Кутлумуш обладает лучшей пристанью на Афоне, называемой Камегра и находящейся в получасе ходьбы к востоку от пристани Иверского монастыря. В Камегре пристают корабли, идущие на Афон.

## Этимология
Есть разные версии названия монастыря: по одной Кутлумуш — это испорченное турецкое слово кур-тур-муш (освобождённый от врагов); название это дано по поводу скрытия его туманом от разрушителей, искавших обитель с враждебными мыслями. По другой версии так звали араба Кулумуса, принявшего христианство.

## История
Монастырь впервые упомянут в 1169 году и застроен Алексеем Комнином в XII веке. В XIV в. монастырь переживает трудные времена из-за грабежа каталонцев. Периоды процветания монастыря чередовались с периодами упадка. Кутлумуш не раз был разоряем и возобновляем. Один из периодов расцвета монастыря связан с управлением им игумена Харитона Имвросского во второй половине XIV века. Большой вклад в его восстановление внесли валашские воеводы Негул, Радул и Влад. В 1393 г. монастырю дарован статус ставропигиального, управляемого непосредственно Патриархом.
Посетивший монастырь в 1725 году Василий Григорович-Барский писал:

Тот монастырь красив снаружи и внутри, стоит близ базара как за полпоприща, от моря далеко и высоко, как в полгоры, имеет церковь красивую и большую, всю расписанную иконами внутри с мраморным полом, пестротами устроенным. Главы её покрыты ценией. Имеет трапезную, высоко стоящую между келиями, всю расписанную иконами внутри, в которой столы начальников мраморные; последние же — деревянные, однако чинно устроенные. Монастырь тот не так славен и богат как прочие правящие монастыри, однако иноков имеет много и на всякую потребность достаточно. Расположен при хорошей воде, между большим лесом с каштановым деревом.
Оригинальный текст (ст.-слав.)Оный монастиръ есть красенъ отвнѣ и отвнутръ, стоить близу базара яко за полъпоприща, отъ моря далече и високо, яко въ полъгори, иматъ церковь лѣпу и пространну, внутрь всю иконописанну, сь подножіемь мраморнимъ, пестротами устроеннимь. Глави ея покровенни цѣнію. Трапезу имать високо стоящую между келіями, внутрь всю иконописанну, въ ней же столи началнѣйшіе мраморніе, послѣдніе же древяніе, обаче чинно устроенніе. Монастирь оній нѣстъ сице славенъ и богатъ, якоже прочіи началнѣйшіе, обаче иноковь имать многа и вся на потребу доволна. Сѣдить при водѣ здравой, между лѣсомь великимъ, каштановое древо имущим.

В XIX веке Кутлумуш сильно пострадал от турок во время восстания греков.
Одним из скитов Кутлумуша является скит святого великомученика Пантелеимона, каливой которого в честь святителя Иоанна Златоустого на протяжении более 25 лет управлял известный афонский духовный писатель монах Моисей Святогорец (1952—2014). Также с 1979 года насельником келии Панагуда, которая зависит от Кутлумушского монастыря был старец Паисий Афонский.
В библиотеке хранились грамоты валашских воевод на славянском языке и греческих патриархов (1397—1640).

## Постройки
Монастырь имеет форму четырёхугольника, где по сторонам расположены трехэтажные кельи. В западной части находится трапезная, а вход — в северной части. Внутри двора расположен одноглавый Храм Преображения, неподалёку от него — фиал (чаша-источник пресной воды, используемой в процессе богослужения), оформленный в виде мраморной беседки.

## Население
- Игумен — Священно Архимандрит Николай (июль 2020).
- Количество монахов — 35 монастырских, 59 келиотов[5].

Общину монастыря в 1990 году составляло 73 монаха.

## Скит Целителя Пантелеймона
К монастырю Кутлумуш относится скит св. Пантелеймона Целителя, который находится в получасе ходьбы от монастыря.
Скит включает 13 калив, 7 из которых в настоящее время заброшены. Ранее тут располагалась келья Св. Пантелеймона, находившаяся на месте современного кафедрального собора. Вокруг неё были разбросаны каливы, где обретались монахи-аскеты. Скит был основан в 1780 году, когда келью выкупил у Кутлумушского монастыря монах Харалампий. После этого территория скита постоянно увеличивалась: в скором времени он насчитывал уже около 40 монахов.
В скиту Святого Пантелеймона хранятся частицы мощей святых и двести икон, из которых самой знаменитой является чудотворная икона св. Пантелеймона XVIII века.

## Реликвии
- Чудотворная икона "Всемилостивая Заступница" (греч. Φοβερά Προστασία), хранящаяся в одноимённом храме.
- Чудотворная икона Богородицы "Страшное предстательство (Страстная)".
- Чудотворная икона Богородицы "Врачевательница".
- Частицы Животворящего Креста.
- Части десницы Григория Богослова.
- Часть правой ноги св. Анны, матери Девы Марии.
- Часть главы св. вмц. Параскевы.
- Глава прп. Алипия Столпника.
- Часть главы св. вмц. Анастасии Узорешительницы.
- Частицы Мощей святых: Тимофея, Пантелеимона, Панайотиса Кесарийского, Нила Афонского, Кирика, Трифона, Якова Перса, Василия Великого, Харалампия, Матроны[5]

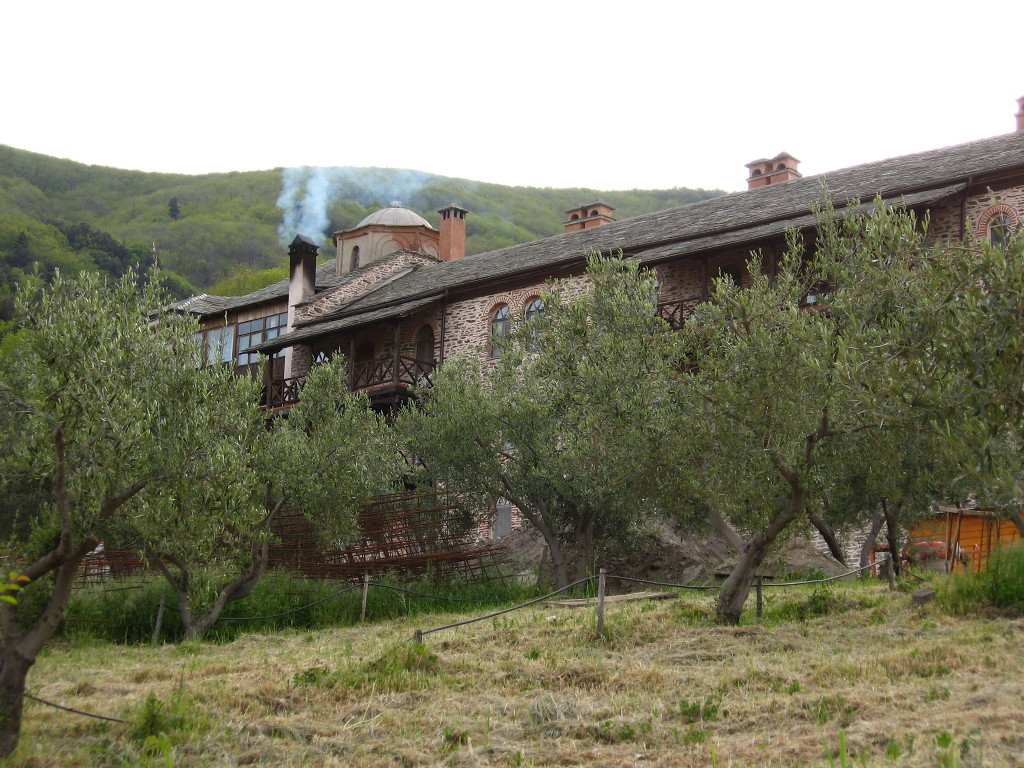
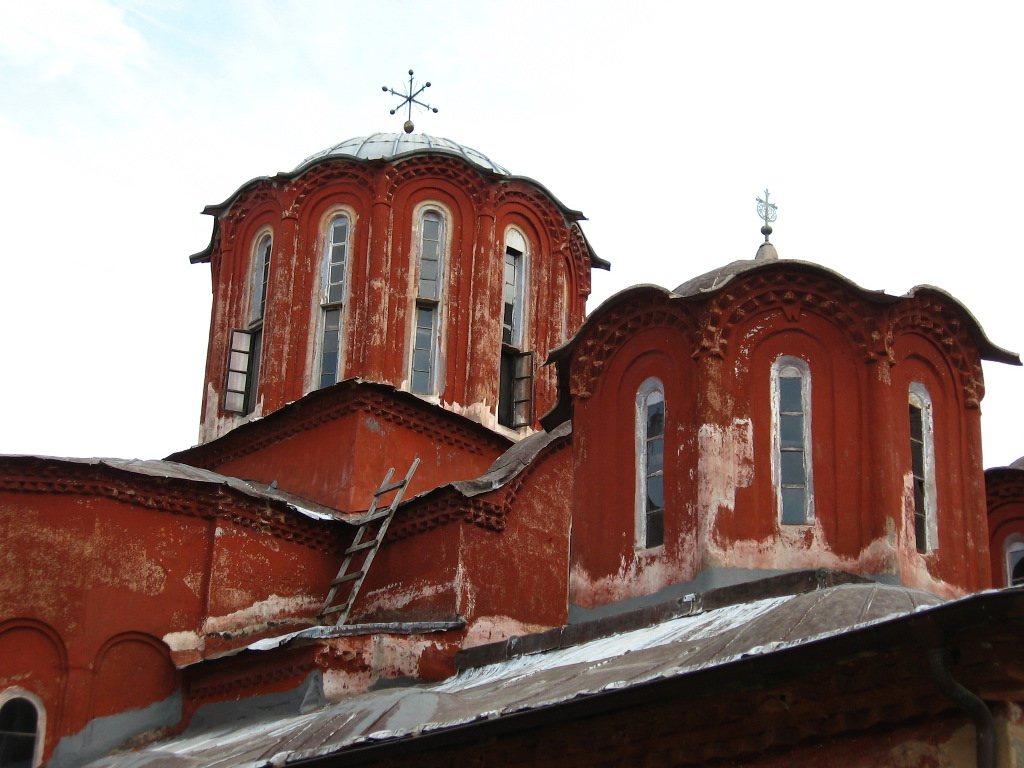
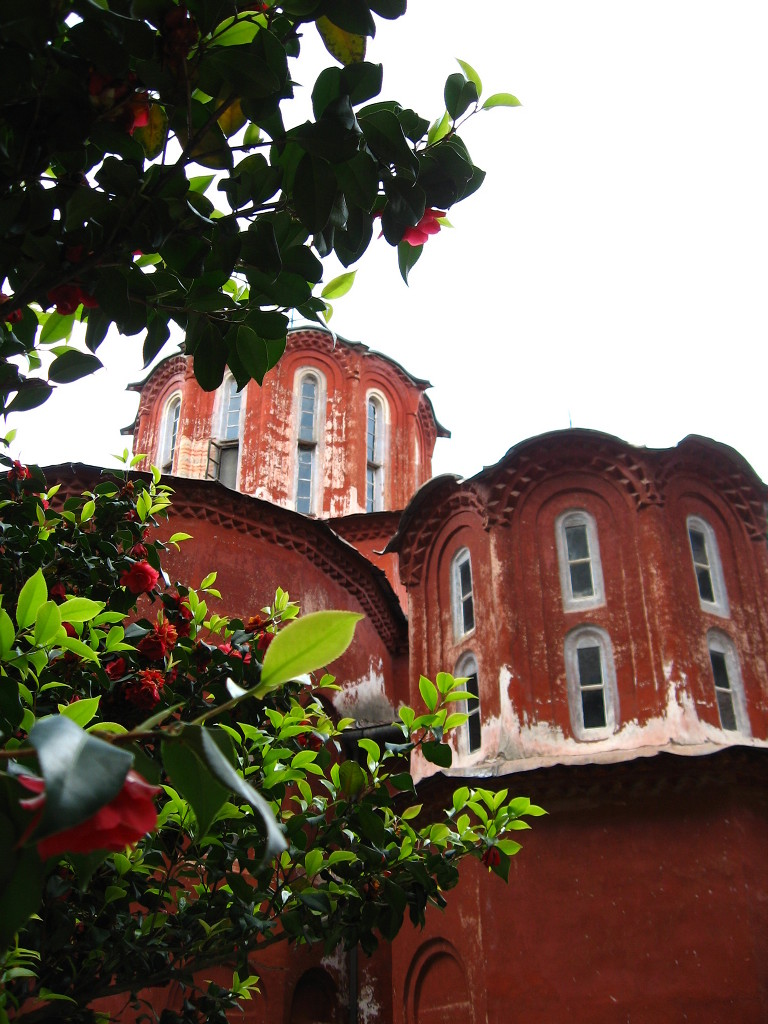
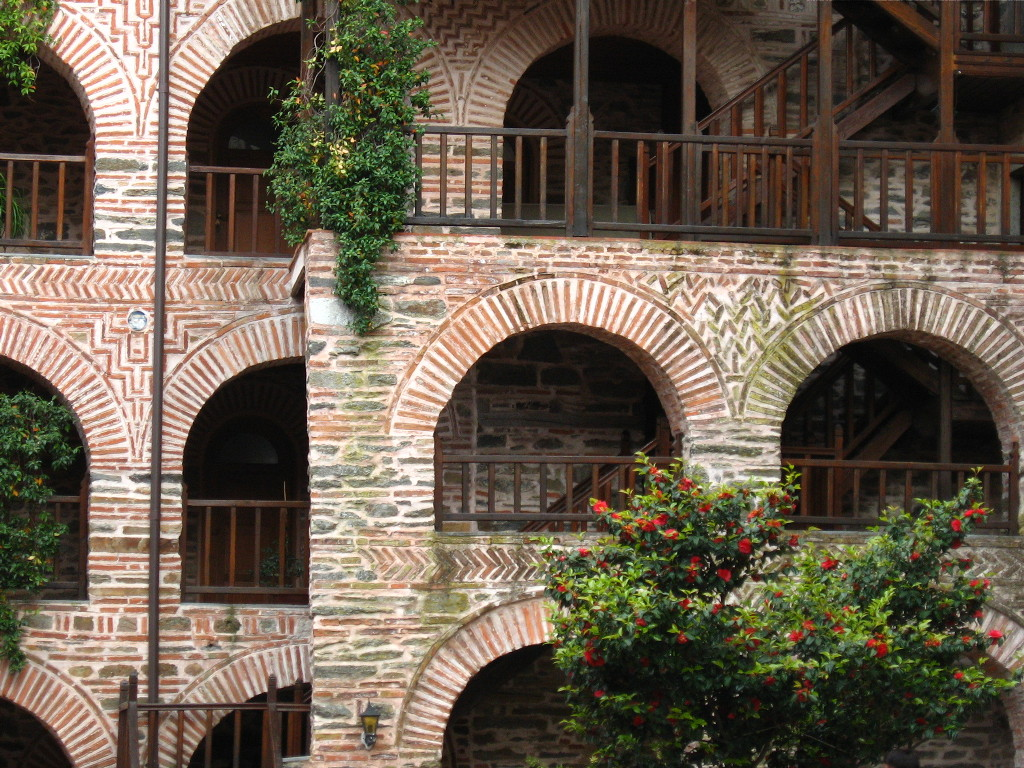